# Miller Park
Miller Park – stadion baseballowy z zamykanym dachem w Milwaukee w stanie Wisconsin, na którym swoje mecze rozgrywa zespół Milwaukee Brewers.
Budowę obiektu rozpoczęto w 1996, zaś zakończono w 2001 roku. Pierwszy mecz miał miejsce 6 kwietnia 2001; Brewers podejmowali Cincinnati Reds. W 2002 był areną Meczu Gwiazd. Na Miller Park miały miejsce również koncerty, między innymi Paula McCartneya, Bruce’a Springsteena, E Street Band, Bon Jovi, Eltona Johna i Billy’ego Joela.